# 顏志中
顏志中（1981年10月11日—），為台灣的棒球選手之一，前中華職棒米迪亞暴龍隊球員，守備位置為投手，2008年球季結束後因涉及職棒簽賭案，依照中華職棒聯盟條例規定永不錄用。

## 個人經歷
- 澎湖縣大池國小少棒隊
- 澎湖縣西嶼國中青少棒隊
- 台北市強恕中學青棒隊
- 指職士官
- La New熊隊練習生
- 中華職棒La New熊
- 中華職棒米迪亞暴龍

## 特殊事蹟
- 曾經在青棒時期，對決當時還未出名的台灣之光王建民投球，結果投出臉部觸身球當場將王建民的門牙給打斷。